# Hallov učinak
Hallov učinak ili Hallov efekt (po E. H. Hallu koji ga je uočio 1879.) je pojava u tankoj metalnoj ili poluvodičkoj pločici kojom teče električna struja gustoće Jx, pod djelovanjem okomitog magnetskog polja indukcije Bz, stvaranja transverzalnog električnog polja jakosti: 
{\displaystyle \mathbf {E_{y}} =R_{H}\cdot \mathbf {J_{x}} \cdot \mathbf {B_{z}} }
(RH je Hallova konstanta ili Hallov otpor) i poprečnog električnog napona. Električna struja, magnetsko polje i električno polje međusobno su okomiti i, ako tvore desni koordinatni sustav, Hallov učinak je normalan (konstanta RH je negativna). U obratnom slučaju (konstanta RH je pozitivna) učinak je anomalan. Hallov je učinak jači za poluvodiče, a slabiji za električne vodiče. Objašnjenje anomalnog Hallovog učinka bila je jedna od najvećih teškoća klasične elektromagnetske teorije. Protumačila ga je tek kvantna teorija čvrstih tijela. 

## Hallov pretvarač ili Hallov generator
Hallov pretvarač  ili Hallov generator izveden je na temelju Hallovog učinka, a primjenjuje se u mjernoj i računalnoj tehnici: za mjerenje jakosti magnetskog polja reda 10–5 A/m do reda 105 A/m, za pretvorbu neelektričnih veličina u električne, analizu spektra električnih i magnetskih signala, mjerenje razlike faza, istraživanje magnetskih tokova, pretvorbu signala i slično.

## Kvantni Hallov učinak
Kvantni Hallov učinak ili kvantni Hallov efekt je odstupanje Hallovog otpora od linearne ovisnosti o jakosti magnetskoga polja pri Hallovom učinku u ekstremnim uvjetima. Uočio ga je K. von Klitzing 1980. Pojavljuje se pri magnetskoj indukciji većoj od 10 T, temperaturi manjoj od 1 K i ograničenosti gibanja elektronskog plina na dvije dimenzije, to jest onemogućenosti gibanja elektrona u smjeru magnetskog polja. Za mjerenje kvantnog Hallovog učinka nužni su poluvodiči koji omogućuju smještanje slobodnih elektrona u vrlo tank sloj paralelan površini uzorka. Diskretne vrijednosti Hallovog otpora (Hallovi platoi) koje se opažaju u tim uvjetima ne ovise o materijalu uzorka i mogu se izraziti preko temeljnih prirodnih konstanti: 
{\displaystyle R_{H}={\frac {q\cdot h}{e^{2}}}}
gdje je: q - racionalni broj, h - Planckova konstanta, e - elementarni električni naboj.